# Ninfale fiesolano
Il Ninfale fiesolano è un poemetto di Boccaccio con il quale ha termine la sua produzione prima del Decamerone.
L'opera, composta da circa cinquecento ottave di endecasillabi, ci è stata tramandata anonima e viene attribuita a Boccaccio da un unico manoscritto, risalente al 1414, tra gli oltre cinquanta che riportano il testo. La data alla quale far risalire la stesura dell'opera è incerta, e il parere dei critici è contrastante. C'è chi, come Armando Balduino, colloca l'opera tra quelle della maturità dello scrittore e ritiene che sia da far risalire agli anni tra il 1344 e il 1346, mentre altri critici, ad esempio Pier Giorgio Ricci, sono più propensi a ritenerla un'opera del periodo giovanile, viste le imprecisioni di carattere mitologico contenute.

## Struttura dell'opera
La struttura dell'opera non è ben definita. Alcuni codici contengono rubriche che hanno didascalie parzialmente in rima, senza dedica, e un proemio composto da sole quattro ottave dove l'autore dichiara che ad ispirargli le parole del canto è l'Amore, mentre lo stile gli è dettato dalla donna che ama.
Dopo il breve proemio introduttivo inizia il racconto, che si svolge a Fiesole al tempo degli dei "bugiardi e viziosi", quando a regnare sulle ninfe era Diana.

## Trama
Un giorno un giovane pastore di nome Africo assiste non visto ad una riunione delle ninfe e si innamora di una di esse, la bella Mensola:
Nei giorni seguenti Africo, dopo aver inutilmente domandato alle ninfe della fanciulla, decide di cercarla. Alla fine la trova ma Mensola, alla vista del giovane, fugge. Fatto ritorno a casa il pastore si chiude sconsolato nella sua stanza, dove rimane per diversi giorni struggendosi dalla disperazione e preoccupando gli amorevoli genitori, Alimena e Girafone.
Venere, invocata da Africo, gli appare in sonno e rassicurandolo gli suggerisce di travestirsi da donna per potersi avvicinare alle ninfe.
Indossato un abito della madre il giovane pastore si addentra nel bosco, dove incontra Mensola con le compagne. Non viene riconosciuto e, aggregatosi al gruppo, caccia un cinghiale: dopo averlo ucciso ne mangia la carne, ricevendo i complimenti di Mensola.
Quando poi le ninfe decidono di bagnarsi in un limpido lago, Africo, costretto a rivelare la sua identità, afferra Mensola e la stupra. La ninfa, che non è immortale, tenta quindi il suicidio, ma Africo riesce ad impedirglielo ed ella gli sviene tra le braccia. Riavutasi, viene consolata amorevolmente dal pastore tanto che, presa anche lei d'amore, gli cede completamente e concepisce un figlio. Ma in seguito Mensola si pente del suo gesto, avendo capito di aver violato le leggi di Diana, e da quel momento si rifiuta di incontrare Africo che, disperato di non poter più rivedere la sua amata, si getta in un fiume; il suo corpo verrà ritrovato da Girafone.
Mensola si accorge di essere rimasta gravida e cerca inutilmente di avvisare Africo. La ninfa partorisce un bambino e Diana, scoperto il fatto, la tramuta in un fiume che prenderà il suo nome. La dea della caccia affida il bambino, chiamato Pruneo, ai genitori di Africo, per poi allontanarsi da quei luoghi con le altre ninfe.
Il poemetto si chiude con la narrazione del mito che fa risalire la nascita di Fiesole ad Atlante: Pruneo, diventato grande, viene accolto alla corte di Atlante, che lo nomina siniscalco e all'età di venticinque anni lo fa sposare con una nobildonna, Tironea, dandogli quindi in dono il territorio compreso tra il fiume Mensola e Mugnone.

## Pareri della critica
Di seguito viene riportato un parere di Carlo Salinari
Il Ninfale fiesolano viene considerato da Mario Marti, insieme all'Elegia di Madonna Fiammetta, «il testo d'inizio dell'umanesimo ideologico di Boccaccio, in cui la mitologia cede il posto a una vicenda decisamente umana».

## Edizioni
- Giovanni Boccaccio, Ninfale fiesolano, [Firenze], [Bartolomeo de' Libri], [circa 1490].